# Жуау I
Жуау I (на португалски: João I de Portugal) е 10-и крал на Португалия. През 1364 година става велик магистър на Ордена Авис. След края на кризата от 1383 – 1385 г. става крал на Португалия. Полага начало на Ависката династия. Известен е с прозвището Добрият спомен заради хубавите спомени, които оставя у народа с управлението си.

## Биография

### Произход
Роден е на 11 април 1358 година в Лисабон, Португалия. Той е незаконен син на крал Педру I и Терезия Лоренцо.

### Борба за власт
След смъртта на крал Фернанду І през октомври 1383 година, който не оставя наследник от мъжки пол, са приложени огромни усилия за предаване на властта на неговата единствена дъщеря Беатрис Португалска (регент застъпва съпругата на Фернанду и майка на Беатрис – Леонора Телеш де Менезеш). Станала регент Леонора открито съжителствува със своя любовник, галисийския аристократ, граф Жуау Фернандеш Андейра, доста непопулярен в страната заради своя испански произход (затова народът нарича Леонора – Продажна или Предателка). Отделно наследницата Беатрис е омъжена за кастилския крал Хуан I Кастилски, но бракът е непопулярен, доколкото на Португалия предстои вследствие на тези събития да се превърне в испанска провинция.
Първа криза на португалското наследство 1383 – 1385 години е период на политическа анархия и междуособна война между претендентите за престола, един от които е извънбрачния брат на умрелия крал – Жуау, магистър на орден Авис.
Първи враждебни действия са предприети от Жуау I, който на 6 декември 1383 година, при поддръжката на своите последователи, устройва дворцов преврат, по време на който е убит граф Андейра. Този заговор поставя Жуау начело на опозицията, която провокира началото на процеса за сваляне на регентството над намиращата се в Бургос със съпруга си Беатриса.

### Крал на Португалия
На 6 април 1385 година, събраните в Коимбра Кортеси, провъзгласяват Жуау, Магистър на Авиския орден, за крал на Португалия. Това е фактическо обявяване на война на Кастилия и отхвърляне на нейните претенции за португалския трон.

#### Война с Кастилия
Скоро след това, кастилците нахлуват в Португалия с цел да превземат Лисабон и да свалят Жуау I Ависки от престола.
Хуан I Кастилски е подкрепен от отряд френски рицари, а на страната на Жуау Ависки са 600 английски стрелци. Жуау I присвоява на своя генерал Нону Алвареш Перейра – звание защитник на кралството. На нахлуването се оказва решителна съпротива, и то е отбито след битката при Атолейроша и решаващата битка при Алжубарота на 14 август 1385, където кастилската армия е практически унищожена. Хуан Кастилски отстъпва, и тронът остава за Жуау I Ависки.

#### Оброк
Съгласно оброк на крал Жоау I и в знак на благодарност към Дева Мария за удържаната от краля победа над кастилците в битката при Алжубарота, започва строителството на манастир Баталя. През 1385 г. манастирът е замислен да бъде изграден в популярния интернационален готически стил.

#### Договор с Англия
През 1386 г. Жуау I подписва Уиндзорският договор за брака си с Филипа Ланкастърска, дъщеря на Джон Гонт, в замъка Уиндзор. Той полага началото на англо-португалски съюз, най-продължителния в историята на дипломацията, който се запазва до световните войни през ХХ век. Роденият от този брак, Дуарте, получава името на дядото на Филипа, английския крал Едуард III.

#### Борба за африканското крайбрежие
След смъртта на Хуан Кастилски през 1390 година, който не оставя деца от Беатриса, Жуау I управлява държавата без войни и поощрява нейното икономическо развитие. Изключение е експедицията по превземане на мюсюлманския град Сеута на африканското крайбрежие през 1415 година. След този военен успех с голяма стратегическа важност за мореплаването към бреговете на Африка, крал Жуау Ависки се връща към политиката на поддържане на мир.

### Смърт
Жуау I умира от чума на 14 август 1433 година в Лисабон на 75-годишна възраст.

## Семейство и деца
На 2 февруари 1387 година в Порто, Жуау се жени за Филипа Ланкастърска, дъщеря на Джон Гонт, херцог Ланкастърски, с когото е в съюз; с този брак се скрепява съюза между Англия и Португалия, който с известни прекъсвания продължава до XX век. От брака се раждат:
- Бланш (13 юли 1388 – 6 март 1389);
- Афонсу (30 юли 1390 – 22 декември 1400);
- Дуарте (31 октомври 1391 – 13 септември 1438), 11-и крал на Португалия през 1433 – 1438 г.;
- Педру (9 декември 1392 – 20 май 1449), 1-ви херцог на Коимбра (1415 – 1449), регент на Португалия (1440 – 1448);
- Енрике (4 март 1394 – 13 ноември 1460), 1-ви херцог де Визеу (1415 – 1460), известен в историята като Енрике (Хенрих) Мореплавател;
- Инфанта Изабела Португалска (21 февруари 1397 – 11 декември 1471), съпруга на Филип III Добрия, херцог на Бургундия;
- Бланш (11 април 1398 – 27 юли 1398);
- Жуау (13 януари 1400 – 18 октомври 1442), 10-и магистър на Орден на Сантяго (1418 – 1442) и 3-ти конетабъл на Португалия (1431 – 1442);
- Фернанду (29 септември 1402 – 5 юни 1443), магистър на орден Авис. Фернанду е предаден за заложник на арабите и умира в плен в град Фез, тъй като Кортесите не гласуват предаването на Сеута; португалски светец.

Кралят има и извънбрачен син от своята любовница Инес Перес Естевес:
- Афонсу I Браганса (1377 – 1461) граф Барселуш, от 1442 година 1-ви херцог Браганса.

### Портрети на децата
- Дуарте
син
- Педру, херцог на Коимбра
син
- Енрике (Хенрих) Мореплавател
син
- Изабела Португалска
дъщеря
- Инфант Жуау
син
- Инфант Фернанду
син

## Изкуство
Семейството на краля е изобразено на панелен полиптих, изобразяващ поклонението на св. Винсент. Полиптихът се състои от 6 панели, изрисувани от португалския художник Нуно Гонсалвиш – 15 век.